# حمدي صدر الدين
حمدي صدر الدين بن فهمي بك آل مامو أحد كبار القضاة العراقيين عضو محكمة تمييز العراق (سابقاً)، والمعروف بسعة إطلاعه، وتضلعه في محافل العراق القانونية ودوواينه القضائية.

## الولادة والنشأة
هو حمدي صدر الدين بن أحمد فهمي بك  بن ملا محمد بن أحمد من أسرة آل مامو البغدادية التي تعود في أصولها إلى مدينة خانقين، وتنتسب إلى بجيلة القبيلة العربية المشهورة.
ولد عام 1893 في مدينة بغداد وتلقى تعليمه الأولي فيها 
عائلته (آل مامو) معروفة بمكانتها الاجتماعية، وعرفت في الأوساط الحكومية منذ العهد العثماني عندما تقلد رجالها مناصب حكومية هامة آنذاك وحتى السيد حمدي صدر الدين. وكانت الأسرة ذات ثراء ونعمة وكان يعرف (بستان مامو) العائد لهم في منطقة الكرادة ببغداد  و شقيقه سالم مامو الملحق الثقافي السابق في كل من السفارة العراقية في بيروت عام 1951 ثم في السفارة بالقاهرة عام 1955 وحتى عام 1958.
وابنه المترجم المعروف رمزي حمدي صدر الدين.

## تعليمه
تلقى تعليمه في مدرسة الحقوق ببغداد وتخرج فيها ابان العهد العثماني قبل الحرب العالمية الأولى. وكان من زملائه في الدراسة ناجي شوكت، بهجت زينل، مزاحم أمين الباجه جي، نشأت السنوي، إبراهيم الشابندر، عبد العزيز بلبان، فاضل حمود، عبد العزيز الخياط، خليل مروان.

## أعماله القضائية
كان مدعيا عاما في المحكمة العسكرية الخاصة التي شكلت برئاسة العقيد مصطفى راغب والمقدم عبد الله النعساني والقاضي عبد العزيز الخياط، لمحاكمة رجال حركة رشيد عالي عام 1941 بعد فشلها وهروب قادتها والقاء القبض على بعضهم .وكانت جلسات المحاكمة سرية في معسكر الوشاش وكانت الصحف اليومية تنشر تباعاً خلاصة عما يدور في المرافعات.
كان عضوا في محكمة تمييز العراق.
في الفترة من 1951 – 1952 رأس المحكمة الخاصة بمحاكمة العصابة الصهيونية التي نشرت الإرهاب والذعر بين صفوف الطائفة اليهودية في بغداد لدفعها للنزوح إلى فلسطين .
وقد نجحت المحكمة في إصدار أحكامها بالرغم من أنها لم تكن بمجملها أحكاما تتناسب مع طبيعة الجرائم التي ارتكبها الصهاينة وعملاء الموساد ضد العراق والطائفة اليهودية العراقية إلا أن رئيس المحكمة حمدي صدر الدين صمد أمام تهديدات أتباع الحركة الصهيونية وضغوطات الحكم الملكي بل ونجح في مسؤوليته بالرغم من إغراءات البعض حينما عرضوا أمامه ربع مليون دينار- وهو مبلغ كبير في تلك الفترة- يوضع باسمه في أحد المصارف من اجل التواطؤ، ولكن الرجل لم يفعل وكان مثالا للقضاء العراقي النزيه..
كان عضوا في اللجنة التي شكلتها وزارة العدلية العراقية ابان وزارة نور الدين محمود في 25 تشرين ثاني – نوفمبر عام 1952 برئاسة السيد عبد الجبار التكرلي عضو محكمة تمييز العراق، وعضوية السادة عبد الحميد رفعت، وجورج جورجي وموسى كاظم شاكر وحمدي صدر الدين للنظر في إعداد لائحة قانون انتخاب النواب بصورة مباشرة وبعد أن أنجزت المهمة أصدرته الوزارة بالمرسوم رقم 6 لسنة 1952.

## وفاته
توفي حمدي صدر الدين في بغداد في 16 آب 1971.